# Jakimów
Jakimów (ukr. Якимів) – wieś w obwodzie lwowskim, w rejonie lwowskim (do 2020 roku w rejonie kamioneckim) na Ukrainie.
W II Rzeczypospolitej gmina wiejska. Od 1 sierpnia 1934 r., w ramach reformy scaleniowej stała się częścią gminy Dziedziłów w powiecie kamioneckim.

## Położenie
Według Słownika geograficznego Królestwa Polskiego i innych krajów słowiańskich: to wieś w powiecie Kamionka Strumiłowa, położona 18 km na południe od Kamionki Strumiłowej.